# جشنواره فیلم کن ۲۰۱۴
جشنواره فیلم کن ۲۰۱۴، شصت و هفتمین دوره جشنواره فیلم کن (به انگلیسی: The 67th annual Cannes Film Festival) بود که از تاریخ ۱۴ می تا ۲۵ می ۲۰۱۴ در شهر کن در جنوب فرانسه برگزار شد. خواب زمستانی به کارگردانی نوری بیلگه جیلان برنده جایزه نخل طلایی شد. جین کمپیون، کارگردان نیوزیلندی ریاست هیئت داوران را به عهده داشت.

## هیئت داوران

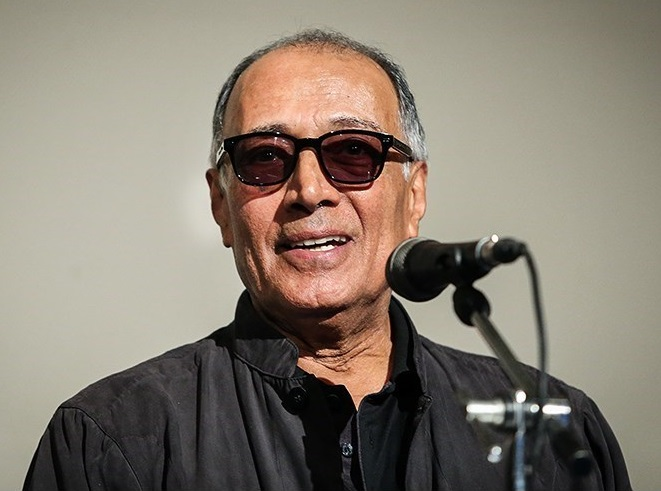
عباس کیارستمی، رئیس هیئت داوران سینه‌فونداسیون و فیلم‌های کوتاه

### مسابقه اصلی
- جین کمپیون، فیلمساز نیوزیلندی – رئیس هیئت داوران[۴][۵][۶]
- گائل گارسیا برنال، بازیگر و کارگردان مکزیکی
- کارول بوکه، بازیگر فرانسوی
- سوفیا کاپولا، کارگردان آمریکایی
- ویلم دافو، بازیگر آمریکایی
- لیلا حاتمی، بازیگر ایرانی
- جون دو یون، بازیگر کره جنوبی
- جیا ژانکو، فیلم چینی کارگردان
- نیکلاس ویندینگ رفن، کارگردان دانمارکی

### نوعی نگاه
- پابلو تراپرو، کارگردان آرژانتینی – رئیس هیئت داوران[۷][۸]
- پیتر بکر
- ماریا بونوی، بازیگر نروژی-سوئدی
- ژرالدین پلاس، بازیگر فرانسوی
- موسی توره، کارگردان سنگالی

### سینه‌فونداسیونو فیلم‌های کوتاه
- عباس کیارستمی، کارگردان ایرانی – رئیس هیئت داوران[۹]
- محمد صالح هارون، کارگردان چادی
- نوئمی لووفسکی، کارگردان فرانسوی
- دانیه‌لا توماش، برزیلی کارگردان فیلم
- یواکیم تری‌یر، کارگردان فیلم نروژی

## مسابقه
فیلم‌های زیر برای بخش مسابقه انتخاب شده‌اند:
| عنوان فیلم             | عنوان اصلی                   | کارگردان(ها)     | محصول                      |
| ---------------------- | ---------------------------- | ---------------- | -------------------------- |
| ابرهای سیل ماریا       | Sils Maria                   | اولیویه آسایاس   | المان، فرانسه، سوئیس       |
| سن لوران               | Saint Laurent                | برتران بونلو     | فرانسه                     |
| خواب زمستانی †         | Kış Uykusu                   | نوری بیلگه جیلان | ترکیه، المان، فرانسه       |
| نقشه‌های ستاره‌های سینما | Maps to the Stars            | دیوید کراننبرگ   | کانادا، ایالات متحده       |
| دو روز، یک شب          | Deux jours, une nuit         | برادران داردن    | بلغارستان، ایتالیا، فرانسه |
| مامان                  | Mommy                        | خاویر دولان      | کانادا                     |
| گرفتار                 | Captives                     | آتوم اگویان      | کانادا                     |
| خداحافظ زبان           | Adieu au langage             | ژان-لوک گدار     | فرانسه، سوئیس              |
| جستجو                  | The Search                   | میشل آزاناویسوس  | فرانسه                     |
| مرد خانه               | The Homesman                 | تامی لی جونز     | ایالات متحده               |
| آب را آرام کن          | ２つ目の窓 Futatsume no mado | نوآمی کاواسه     | ژاپن                       |
| آقای ترنر              | Mr. Turner                   | مایک لی          | بریتانیا                   |
| تالار جیمی             | Jimmy's Hall                 | کن لوچ           | بریتانیا، ایرلند، فرانسه   |
| فاکس‌کچر                | Foxcatcher                   | بنت میلر         | ایالات متحده               |
| شگفتی‌ها                | Le meraviglie                | آلیس رورواچر     | ایتالیا، سوئیس، المان      |
| تیمبوکتو               | Timbuktu                     | عبدالرحمن سیساکو | فرانسه، موریتانی           |
| داستان‌های وحشی         | Relatos salvajes             | دامین زفرون      | آرژانتین، اسپانیا          |
| لویاتان                | Левиафан Leviathan           | آندری زویاگینتسف | روسیه                      |

## رقابت اصلی
- نخل طلای بهترین فیلم: «خواب زمستانی» از نوری بیلگه جیلان (ترکیه)
- جایزه بزرگ جشنواره (گرند پرایز): «شگفتی‌ها»
- بهترین کارگردان: بنت میلر برای «فاکس کچر»
- بهترین فیلمنامه: آندری زویاگینتسف و اولگ نگین برای «لویاثان»
- بهترین بازیگر زن: جولین مور برای «نقشه ستاره‌ها»
- بهترین بازیگر مرد: تیموتی اسپال برای «آقای ترنر»
- جایزه ویژه ژوری: به‌طور مشترک «مامی» و «خداحافظی با زبان»
- بهترین فیلمبرداری (دوربین طلایی): دختر خوش گذران

### نوعی نگاه
- نوعی نگاه: خدای سفید از کورنل موندروتسو[۱۲]
- Un Certain Regard Jury Prize: فورس ماژور از روبن اوستلوند
- Un Certain Regard Special Prize: نمک زمین از ویم وندرس و Juliano Ribeiro Salgado
- Un Certain Regard Ensemble Prize: The cast of پارتی گرل
- Un Certain Regard Award for Best Actor: دیوید گالپیلیل برای Charlie's Country

### دوربین طلایی
- پارتی گرل از ماری آماشوکلی, کلر بورژه و ساموئل تیس

### سینه فونداسیون
- سینه فونداسیون: Skunk از Annie Silverstein[۱۳]
- Second Prize: Oh Lucy! از Atsuko Hirayanagi
- Third Prize: 
  - Sourdough از Fulvio Risuleo
  - تصویر بزرگتر از Daisy Jacobs